# Nowokurgataj
Nowokurgataj (ros. Новокургатай) – wieś w Rosji, w Kraju Zabajkalskim, w rejonie akszyńskim. W 2021 liczyła 510 mieszkańców.